# Damata japona
Damata japona är en fjärilsart som beskrevs av Felix Bryk 1950. Damata japona ingår i släktet Damata och familjen tandspinnare. Inga underarter finns listade i Catalogue of Life.